# Zgrada Orebić u Splitu
Zgrada Orebić je uglovnica u Splitu. Nalazi se pored Biskupove palače. Projektirao ju je Josip Kodl, češki arhitekt koji je živio u Splitu. Dio njegova arhitektonskog opusa u Splitu.